# Scinax tsachila
Scinax tsachila o la rana de lluvia Tsáchila es una especie de anfibio anuro de la familia Hylidae. Habita en Colombia. Se encuentra de nivel del mar a 1207 metros sobre.

## Hábitat
Su hábitat natural incluye bosques secundarios y lugares abiertas en la cuenca pacífica. Habita en Ecuador y posiblemente en Colombia y Perú también. No está amenazada. Porque vive en lugares abiertos artificials, los científicos creen que esta rana no está en peligro de la deforestación.

## Morfología
La rana adulta macho mide 27.2–34.2 mm de largo y la hembra 33.2–36.4.  Es de color crema o café rojizo. Algunos individuos tienen líneas a lo largo de sus lados y otros no.

## Reproducción
El macho se sienta en la tierra o en vegetación cerca de un cuerpo de agua y canta para la hembra.

## Etimología
Su nombre es del pueblo Tsáchila, quienes viven en misma parte del mundo.